# Rakousko-uherské vyrovnání

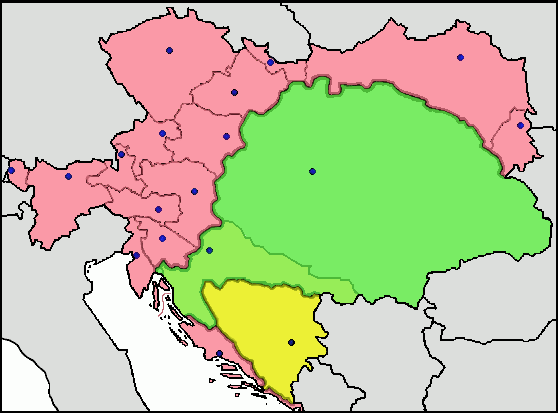
Členění habsburské monarchie po roce 1867:
1) Předlitavsko zvýrazněno červeně,
2) Zalitavsko zeleně,
3) Bosna a Hercegovina pod společnou správou od roku 1878 žlutě

Rakousko-uherské vyrovnání (německy Ausgleich; maďarsky Kiegyezés, „kompromis“) byl ústavněprávní akt, na základě něhož se v roce 1867 přeměnilo Rakouské císařství v reálnou unii Rakousko-Uhersko a současně se obnovila suverenita Uherského království. Dynastie Habsburků panovala od tohoto momentu říši tvořené dvěma svébytnými politickými celky:
- Rakouskem (Předlitavsko) a
- Uherskem (Zalitavsko),

které disponovaly vlastními parlamenty a právními řády. Obě poloviny říše sdílely některá společná ministerstva a jisté instituce a reprezentovala je jediná hlava státu císař rakouský a král uherský, ve známé zkratce „c. a k.“.
Bosna a Hercegovina přešly pod společnou správu obou částí.

## Dějiny

### Předchozí vývoj
Porážkou uherské revoluce probíhající v letech 1848 až 1849 a následnými krutými represemi potlačila císařská vláda snahy Maďarů o získání nezávislosti, čímž započala éra neoabsolutismu, vyznačující se snahami o prosazení vídeňského centralismu a germanizace Uher. Teprve tíživá situace Rakouského císařství po prohrané italské válce v roce 1859 přiměla vládu ve Vídni k povolnosti. Arcivévodu Albrechta nahradil ve funkci vojenského a civilního místodržitele z Uher pocházející Ludwig von Benedek. Říjnovým diplomem, vydaným 20. října 1860, se fakticky obnovovala stará uherská konstituce z doby před rokem 1848. Zároveň byl svolán zemský sněm k projednání nového volebního zákona, který měl umožnit zastoupení všech stavů. Restaurovány byly rovněž uherská kancelář, župní správa a uherské soudní kurie, sídlící v Pešti. Maďarština byla prohlášena za oficiální jazyk. Cizí úředníci opustili Uhry a platnost německých zákonů byla zrušena.
Všechny tyto ústupky však uherští politici vnímali jako pouhé projevy vstřícnosti připouštějící další vyjednávání, neboť ke skutečnému usmíření mohlo dojít za podmínek plného obnovení někdejšího právního stavu včetně zákonů přijatých v roce 1848 a udělení amnestie pro účastníky revoluce. 26. února 1861 rakouský ministerský předseda Anton von Schmerling vyhlásil tzv. Únorovou ústavu, která platila pro celé území říše. Tato ústava povolovala Říšskou radu (Reichsrat), skutečný parlament, v němž měla mít zastoupení každá země mocnářství. V dubnu téhož roku se sešel uherský sněm, jehož členové odmítli zvolit delegáty do Říšské rady. Dolní komora uherského sněmu, v níž se odehrávalo těžiště jednání, se záhy rozštěpila, když se proti sobě postavily umírněnější petiční strana vedená Ferencem Deákem a radikálnější proklamační strana, jejímž představitelem byl Kálmán Tisza. Po dlouhých debatách zvítězila 5. června petiční strana, na jejíž petici, požadující vytvoření personální unie s Rakouskem, císař František Josef I. 8. července zareagoval žádostí o předchozí revizi uherských zákonů z roku 1848.
Když uherský sněm v druhé petici označil pragmatickou sankci a zákony z roku 1848 za základy uherského právního řádu, korunovaci Františka Josefa podmínil znovusjednocením vedlejších uherských zemí s Uhrami a zcela odmítl vyslání delegátů do Říšské rady, vídeňská vláda od dalšího vyjednávání upustila. „Rakousko může počkat“, prohlásil Schmerling v naději, že se Uhry Únorové ústavě nakonec podvolí. Poté, co byl uherský sněm 21. srpna 1861 rozpuštěn, byl opět nastolen autokratický centralismus. Vídeň se přesto pokusila naklonit si veřejné mínění v Uhrách amnestováním politických vězňů a emigrantů stejně jako poskytnutím dvaceti milionů zlatých ke zmírnění hladomoru v roce 1863. Ztroskotání vize konstitučního centralismu přivodilo Schmerlingův pád v roce 1865, načež se ministerským předsedou stal konzervativní moravský politik, hrabě Richard Belcredi.
Po návštěvě Františka Josefa v Pešti byli do čela vlády v Uhrách postaveni stoupenci uherské starokonzervativní strany, hrabě Mailath a baron Sennyey. 14. prosince 1865 se znovu sešel uherský sněm, přičemž Vídeň slibovala obnovení integrity uherské koruny, uznávala právní kontinuitu a formální platnost zákonů z roku 1848, žádala ovšem jejich revizi. Jednání o podobě a určení společných záležitostí nebyla dovedena ke zdárnému konci před vypuknutím prusko-rakouské války, v níž Rakouské císařství utrpělo 3. července 1866 pokořující porážku v bitvě u Hradce Králové.

### Vyrovnání
Ve sporu o novém uspořádání mocnářství, jenž se rozvinul po uzavření pražského míru, dosáhla uherská politická reprezentace v čele s Ferencem Deákem jednoznačného vítězství. Ministerský předseda Friedrich Ferdinand von Beust se snažil zabránit rozpadu monarchie a předejít vládě Slovanů, pročež se s podporou německých liberálů přiklonil k myšlence dualismu, rozdělení říše na dvě části: západní, jíž by dominovali Němci, a východní, v níž by měli převahu Maďaři. Beust posléze během osobních jednání dosáhl shody s vůdci Deákovy strany na podmínkách vyrovnání mezi Rakouskem a Uherskem. 17. února 1867 jmenoval František Josef hraběte Gyulu Andrássyho uherským ministerským předsedou. 18. února prohlásil hrabě Andrássy v uherském sněmu ústavu z roku 1848, v níž si Vídeň vymínila jen drobné modifikace, za obnovenou a o dva dny později sestavil svoji vládu. Sedmihradsko a Banát se znovu sjednotily s Uhrami a 27. února byl formálně obnoven uherský parlament. Hrabě Andrássy a jeho kabinet vykonali 15. března v Budíně přísahu věrnosti Františku Josefovi a krátce nato uherský parlament schválil články rakousko-uherského vyrovnání, obsažené v zákoně XII, nabývajícím platnosti 12. června 1867. Články vyrovnání tvořily jako tzv. „delegační zákon“ součást Prosincové ústavy z 21. prosince 1867.
Ferenc Deák, hlavní iniciátor vyrovnání z uherské strany, nepokládal kompromis (termín užívaný Maďary pro vyrovnání) za nejlepší řešení, ale byl přesvědčen o tom, že je nejlepším ze všech možných řešení. Naproti tomu v emigraci pobývající revoluční vůdce z roku 1848 Lajos Kossuth, coby rozhodný oponent dohody s vídeňskou vládou a propagátor ideje dunajské konfederace, spatřoval ve vyrovnání budoucí pohromu Uherska. To totiž svázalo svůj osud s habsburskou dynastií a podle Kossuthovy předpovědi mělo v budoucnu společně s ní také padnout.

### Královská korunovace v Budíně

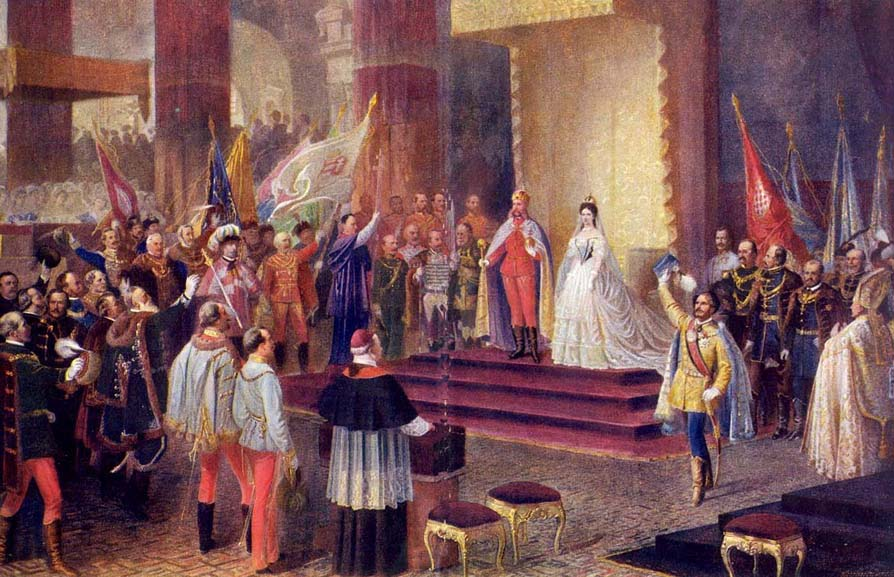
Korunovace Františka Josefa I. a Alžběty uherským králem a královnou

8. června 1867 se v Matyášově chrámu v Budíně uskutečnila slavnostní korunovace krále Františka Josefa I. a královny Alžběty. Královský pár obdržel při příležitosti korunovace od maďarského národa darem zámek Gödöllő. Tím bylo stvrzeno usmíření Maďarů s habsburskou dynastií. Většina emigrantů z roku 1849 se vrátila do země a ztotožnila se s novým pořádkem. Taktéž lid projevoval svoji věrnost režimu a parlament, v němž měla dosud většinu Deákova strana, v roce 1868 ochotně přijal branný zákon. Na základě něho podléhala říšskému ministerstvu války nejen společná armáda, nýbrž také uherská zeměbrana, třebaže ta byla organizována jako honvédská armáda.
Jedním z vnějších symbolů vyrovnání se stal každoroční několikatýdenní pobyt císaře a krále Františka Josefa I. v Budíně (později Budapešť). Jako uherský král sídlil na Budínském hradě, odíval se do uherské uniformy, hovořil maďarsky a plnil své úřední povinnosti s uherskými ministry a v uherském parlamentu. Jeho choť, císařovna a královna Alžběta, se běžně stýkala s vysokými uherskými magnáty a pobývala na zámku Gödöllő.

### Společné orgány a instituce
Vyjednávání mezi rakouským ministrem zahraničí Friedrichem Ferdinandem von Beustem a maďarskými politiky Ferencem Deákem a Gyulou Andrássym vedlo k tomu, že Uhersko se vnitropoliticky stalo prakticky nezávislé. Vedle osoby panovníka, jenž byl zároveň králem Uherska a císařem Rakouska, zůstalo mezi společnými záležitostmi (ministerská rada pro společné záležitosti) pouze ministerstvo zahraničních věcí, ministerstvo války a říšské ministerstvo financí. Prvním rakousko-uherským ministrem zahraničí se stal právě Beust, po němž následoval hrabě Andrássy.
Ministerská rada pro společné záležitosti představovala po panovníkovi nejvyšší vládní orgán dualistické monarchie. Od roku 1869 se jí účastnili a měli oprávnění na ní hlasovat c. a k. ministr zahraničí jako předsedající, ministr války, ministr financí, ministerský předseda Rakouska a ministerský předseda Uherska. V případě nutnosti ji doplňovali i ministři z obou polovin říše a vysocí státní úředníci. Většinou byl na jejím zasedání přítomen i náčelník generálního štábu rakousko-uherské armády. Panovník se účastnil rady dle svého uvážení. Pouze první předsedající společné ministerské radě, Friedrich Ferdinand von Beust, nesl na přání císaře a některých starorakouských politiků titul říšského kancléře. Zástupci stále silněji se emancipujícího Uherského království se později přičinili o to, aby žádná z dalších osob předsedajících radě již tohoto titulu nepožívala.
Okruh působnosti rady se v souladu s články vyrovnání omezoval na zahraniční politiku, armádu, financování obou těchto resortů, státoprávní principy Rakousko-Uherské monarchie a spolupůsobení při jednáních zástupců Rakouska a Uherska konaných každých deset let za účelem modifikování právní úpravy vyrovnání. Takto vytyčené meze byly jen zřídkakdy překračovány. Ministerskou radu pro společné záležitosti lze vzhledem k jejím kompetencím označit za rakousko-uherskou vládu jen s velkými výhradami, přičemž sloužila především jako nejvyšší poradní orgán panovníka. Na půdě rady se slaďovaly často protichůdné zájmy a názory vlád Rakouska a Uherska v těch věcech, jež se týkaly společného státu. Z protokolů rady vyplývá, že uherští ministerští předsedové se jí aktivně účastnili a bez jejich souhlasu tudíž nemohlo být realizováno žádné závažnější rozhodnutí.
Tři „císařská a královská“ (c. a k.) ministerstva se zodpovídala delegacím poslanců. Tyto dva výbory, jednající odděleně, sestávaly z šedesáti poslanců rakouské Říšské rady resp. uherského parlamentu. Společná usnesení byla schválena jen tehdy, pokud jejich návrh přijala většina členů každé z delegací. Přehlasování většiny jedné delegace menšinou, která hlasovala stejně jako většina druhé delegace, se mohlo uskutečnit v nouzové situaci při společném plenárním zasedání. Nicméně z politických důvodů byla tato eventualita fakticky vyloučená. Na výdajích společných záležitostí, tzn. na hrazení státních dluhů, zahraniční politice, armádě a válečném námořnictvu, se obě poloviny říše podílely podle pevně stanoveného rozdělení nákladů. Od roku 1867 hradilo Uhersko 30 % všech společných výdajů. Tato kvóta se postupně zvyšovala, když od roku 1888 činila 31,4 % a od roku 1907 stoupla na 36,4 %.
Ostatní ministerské resorty existovaly samostatně v Rakousku – císařsko-královské (c. k.) – a Uhersku – královské uherské. Každá polovina říše měla také vlastní parlament. Právní systémy Rakouska a Uherska se v důsledku toho značně lišily, mimo jiné bylo velmi rozdílně upraveno volební právo. Obě části mocnářství však spojovala obchodní a celní unie a společná měna, která se nazývala zlatý a později koruna.

### Národnostní otázka
Protože hranicí mezi Rakouskem a Uherskem protékala řeka Litava, začalo se z pohledu od Vídně používat pro obě poloviny říše názvů Předlitavsko (Cislajtánie) a Zalitavsko (Translajtánie). České země se staly součástí Předlitavska. Stejně tak ale i území bývalé Republiky obou národů, nyní součásti Polska a Ukrajiny, geograficky až východně od samotných Uher.
Maďaři dosáhli vyrovnáním privilegované pozice vládnoucího národa v Zalitavsku, naopak postavení ostatních národnostních skupin v Rakousko-Uherské monarchii se nijak nezlepšilo. To mělo v celém mocnářství za následek napětí, zvláště ve vztazích se Slovany. Pouze Chorvatům, kteří v roce 1848 stáli loajálně při Habsburcích, a jejichž nároky na autonomii vycházely z historické legitimity, byla přislíbena zvláštní úprava jejich statusu v rámci Uher. V roce 1868 byla sjednána Uhersko-chorvatská ústavní dohoda, jež ovšem očekávání Chorvatů příliš nenaplnila, neboť ve vnitřních záležitostech zůstávali závislí na vládě v Budapešti.
Úprava národnostní otázky se řídila zákony příslušné části říše („Vemte si vaše hordy, my si vezmeme naše“). Vlády v Rakousku a Uhersku zastávaly poměrně odlišné koncepce:
- Předlitavsko bylo přinejmenším oficiálně mnohonárodnostní stát,
- zatímco v Zalitavsku politické a intelektuální elity hodlaly nemaďarskou část tamějšího obyvatelstva maďarizovat. 29. listopadu 1868 uherský parlament odhlasoval národnostní zákon určující, že „všichni obyvatelé Uherska tvoří jediný a nerozborný uherský národ“.[5] Státním jazykem měla být maďarština. Převahu Maďarů, představujících tehdy méně než 50 % obyvatel země, ve volbách zajišťovalo rozdělení volebních obvodů diskriminující ostatní národnosti a omezení volebního práva na pouhých 6 % nejbohatších, převážně pozemkových vlastníků.[6] Účelům maďarizace byly rovněž přizpůsobeny topografické názvy a uherský školský systém.